# Rhynchostegium pampae
Rhynchostegium pampae är en bladmossart som beskrevs av Kindberg 1888. Rhynchostegium pampae ingår i släktet näbbmossor, och familjen Brachytheciaceae. Inga underarter finns listade i Catalogue of Life.